# Arthur Tervooren
Arthur Tervooren (Amsterdam, 31 januari 1871 - Haarlem, 7 december 1951) was een Nederlandse journalist en fotograaf. 

## Leven en werk
Tervooren werkte eerst bij de Amsterdamsche Courant en het Algemeen Handelsblad. Later (van 1901 tot 1904) werd hij  hoofdredacteur van de Sumatra Post in Medan. Tijdens de Eerste Wereldoorlog trok hij, met camera, naar het front in België en Frankrijk. Voor Het Leven deed hij daarvan wekenlang verslag in dagboeknotities, geïllustreerd met zelfgemaakte foto's. In 1921 trad Tervooren in dienst van Spaarnestad, waar hij tot 1936 werkte. Hij werd in die vijftien jaar vooral bekend door zijn buitenlandreportages voor de Katholieke Illustratie en de Nieuwe Haarlemsche Courant.

Foto's van Tervooren in de Eerste Wereldoorlog
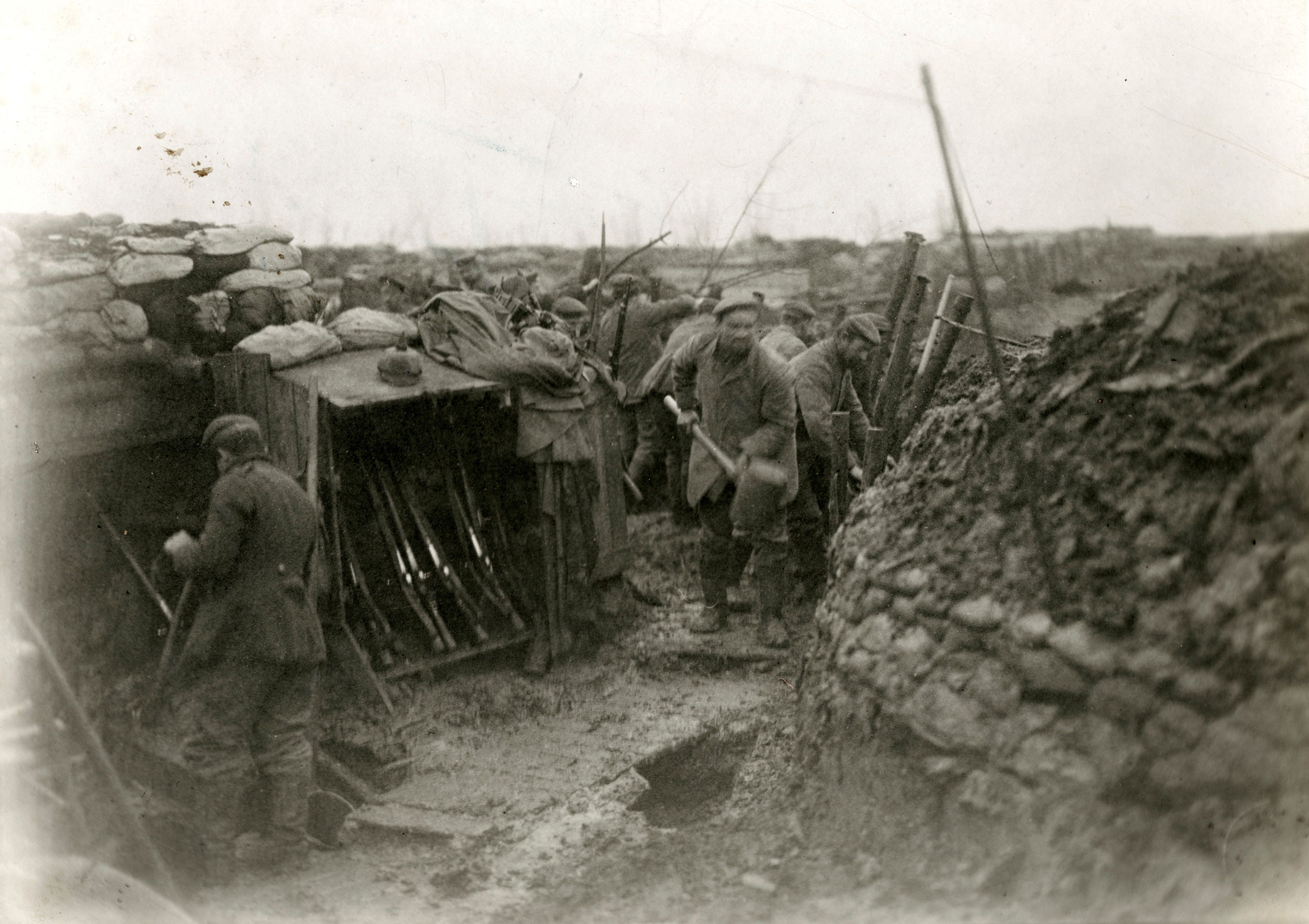
Duitse soldaten bij Rijsel (1916)
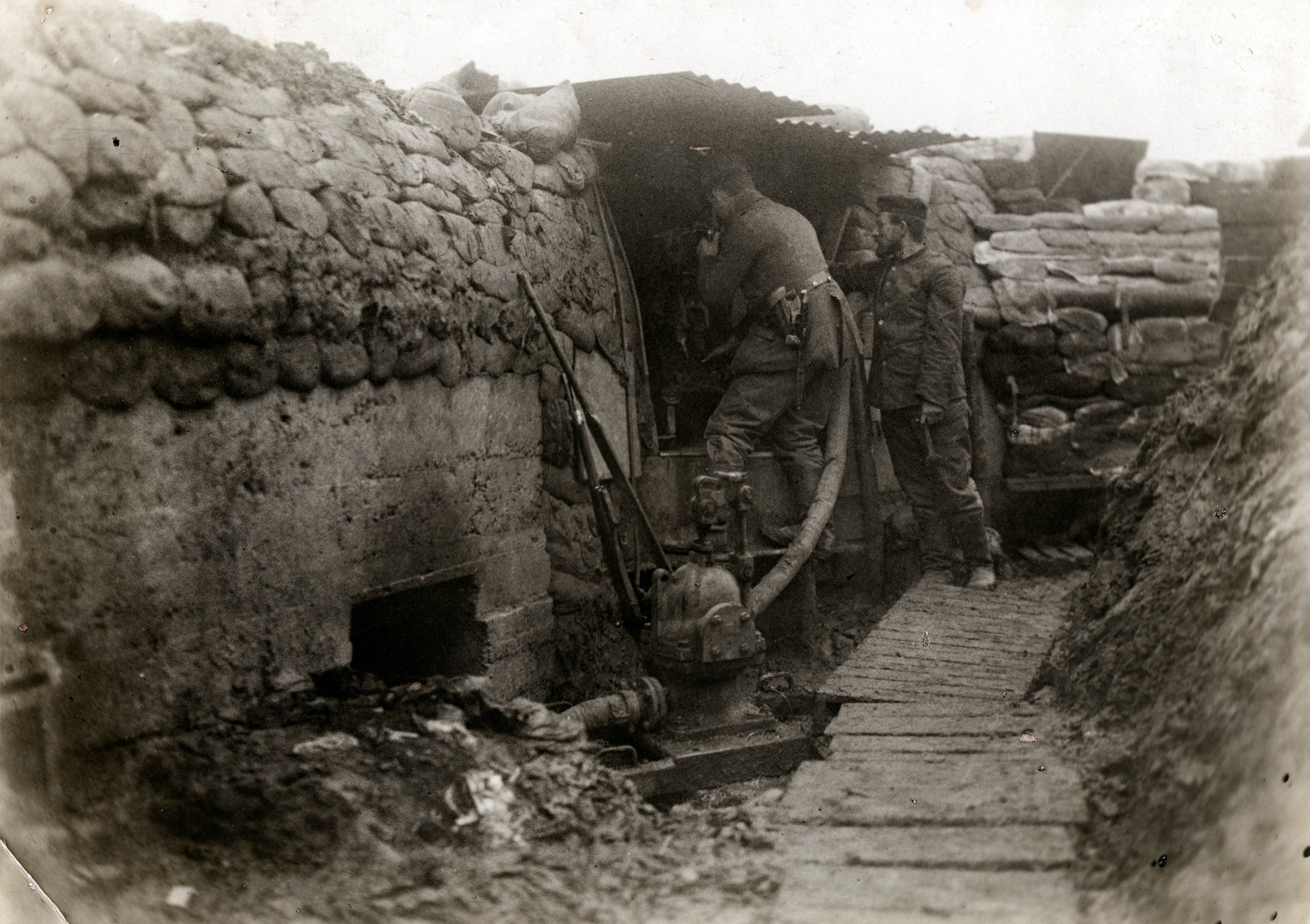
Machinegeweer (1916)
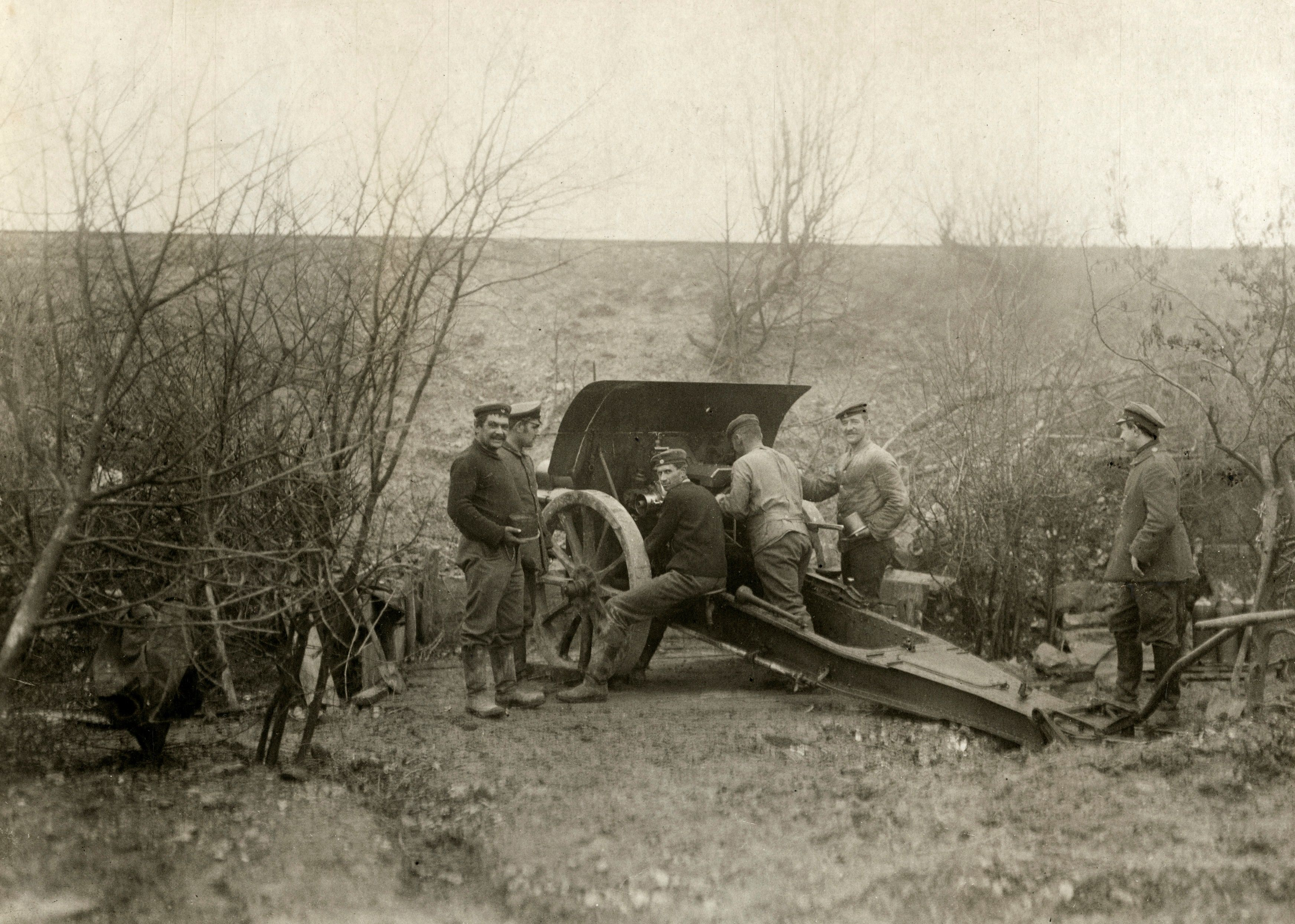
Het laden van een houwitser (1916)
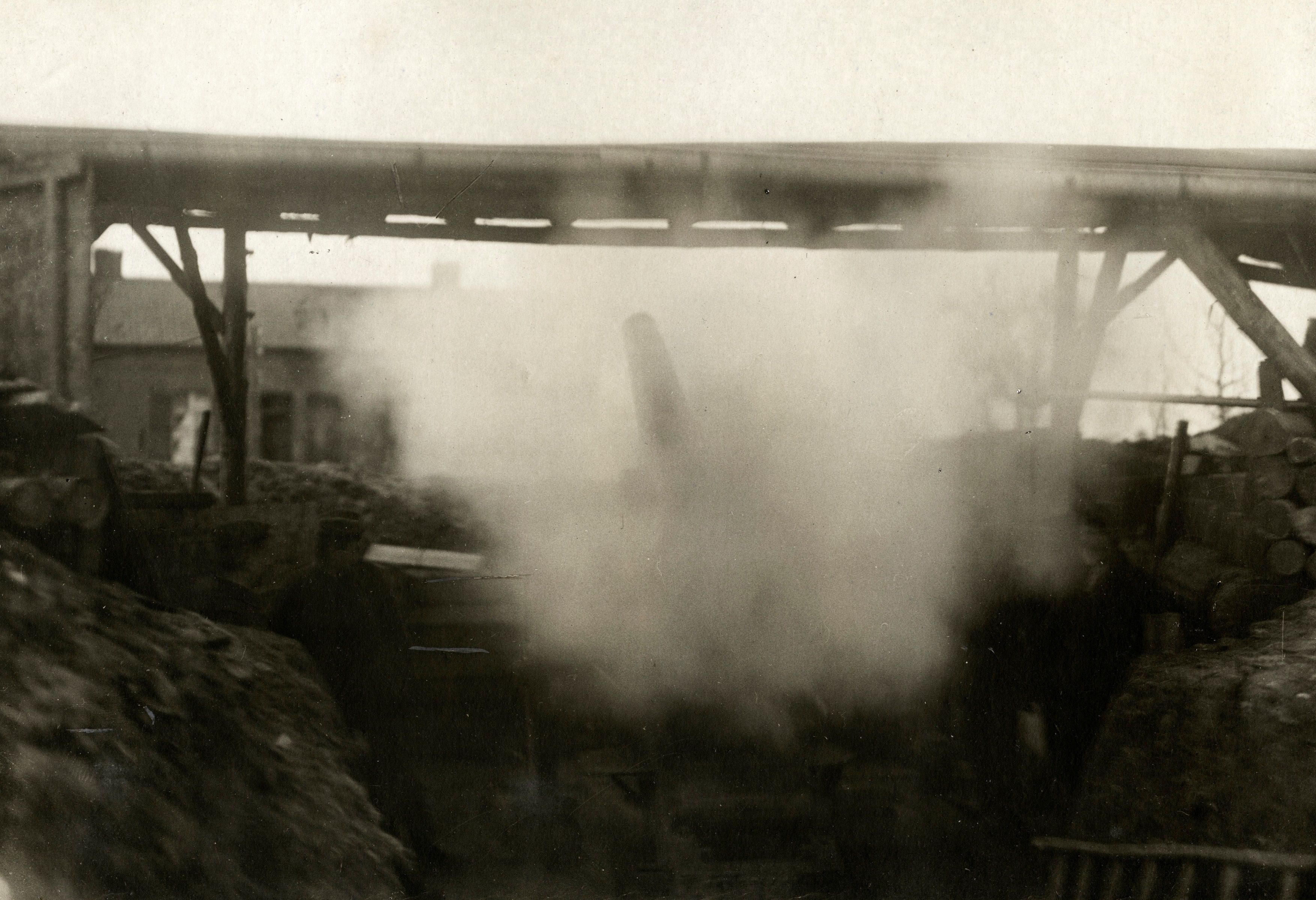
Afvuren (Rijsel, 1916)

## Publicaties
- Bernard Canter en Arthur Tervooren: De lafaard. Een heroïek verhaal van den Wereldoorlog.  Amsterdam, Scheltens & Giltay, 1916. Digitale versie
- Arthur Tervooren: Oude sprookjes uit het land der Grieken. (5 delen) Amsterdam, Letteren en Kunst, 1917
- Arthur Tervooren: Pater Borromaeus de Greeve, O.F.M. : 9 maart 1902-9 maart 1927. [S.l.], 1927

## Over Tervooren
- Wim Baarda: 'Arthur Tervooren en de Eerste Wereldoorlog: foto's smokkelen in een sigarenkoker'. In: Wim Baarda: Het oog van de oorlog. Fotografen aan het front. 's-Gravenhage/Amsterdam, SDU/Uitgeverij Focus, 1989, pag. 35-46. ISBN 9012060451

- Digitale Bibliotheek voor de Nederlandse Letteren: terv007
- Virtual International Authority File: 165317484